# Anatololacerta
Az Anatololacerta  a hüllők (Reptilia) osztályába, a  pikkelyes hüllők (Squamata) rendjébe, valamint a gyíkok (Sauria)  alrendjébe és a nyakörvösgyíkfélék (Lacertidae) családjába tartozó nem.
2007-től a Lacerta nemből átsorolva.

## Rendszerezés
A nembe az alábbi 3 faj tartozik:
- Anatololacerta anatolica régi nevén Lacerta anatolica
- Anatololacerta danfordi régi nevén Lacerta danfordi
- Anatololacerta oertzeni régi nevén Lacerta oertzeni